# Hochstetten-Dhaun
Hochstetten-Dhaun est une municipalité allemande située dans le land de Rhénanie-Palatinat et l'arrondissement de Bad Kreuznach.

## Lieux et monuments
- Château de Dhaun (de).